# Munchov muzej
Munchov muzej (norveško Munch-museet), ki se od leta 2020 trži kot Munch (stiliziran kot MUNCH), je umetniški muzej v Bjørviki v Oslu na Norveškem, posvečen življenju in delu norveškega umetnika Edvarda Muncha.
Muzej je bil prvotno v Tøyenu, odprt pa je bil leta 1963. Muzej se je preselil v novo muzejsko stavbo v Bjørviki, ki je bila odprta 22. oktobra 2021.

## Izbrana dela
- Krik
- Anksioznost
- Sena pri Saint-Cloudu

## Zgodovina

### Prvotni muzej
Prvotni Munchov muzej je bil v Tøyenu v okrožju Gamle Oslo v Oslu. Gradnja muzeja je bila financirana iz dobička, ki so ga ustvarili občinski kinematografi v Oslu, svoja vrata pa je odprl leta 1963 v počastitev Munchovega 100. rojstnega dne. Njegovo zbirko sestavljajo Munchova dela in članki, ki jih je ob svoji smrti podaril občini Oslo, in dodatna dela, ki jih je podarila njegova sestra Inger Munch, ter različna druga dela, pridobljena s trgovanjem, vključno z dvojnimi grafikami.
Muzej je imel v stalni zbirki dobro polovico celotne umetnikove slikarske produkcije in vsaj en izvod vseh njegovih grafik. To je znašalo več kot 1200 slik, 18.000 grafik, šest kipov, pa tudi 500 plošč, 2240 knjig in raznih drugih predmetov. Muzej je vseboval tudi izobraževalne in konzervatorske oddelke ter ima prostore za uprizoritvene umetnosti.
Muzejsko stavbo sta zasnovala arhitekta Einar Myklebust in Gunnar Fougner. Myklebust je imel pomembno vlogo tudi pri širitvi in prenovi muzeja leta 1994 ob 50. obletnici Munchove smrti. To mesto je bilo tudi prizorišče snemanja filma Olsenbanden iz leta 1984.
Zadnja razstava muzeja v Tøyenu v Oslu je bila odprta maja 2021 in je trajala do 1. oktobra.

### Trenutni muzej
Prej, leta 2008, je mesto Oslo promoviralo arhitekturni natečaj za nov Munchov muzej na območju Bjørvika, novem urbanem razvoju, kjer je tudi operna hiša Oslo. Na natečaju je leta 2009 zmagal španski arhitekt Juan Herreros in njegov studio Herreros Arquitectos (zdaj estudio Herreros).
Pred lokalnimi volitvami v Oslu leta 2011 se je Oslo Progress Party odločila, da zaradi gospodarskih težav ne bo več podpirala projekta. Po volitvah, decembra 2011, je mestni svet Osla glasoval za konec projekta. Namesto tega je svet želel razmisliti o izboljšanju sedanjega muzeja ali preselitvi zbirke v Nasjonalgalleriet.
Maja 2013 je mestni svet v Oslu končno sprejel odločitev o oživitvi projekta in preselitvi muzeja na njegovo novo lokacijo ob obali, poleg operne hiše v Oslu. Gradnja se je začela septembra 2015. Novi muzej je bil deležen številnih kritik zaradi svoje zasnove, kjer so ga označili za neuradno največjo svetovno zbirko zaščitnih ograj.
Poleti 2021 je bilo 28.000 umetniških del prestavljenih iz prejšnjega muzeja v Tøyenu v novi muzej v Bjørviki v Oslu.
Muzej je 22. oktobra 2021 odprl kralj Harald V. Norveški.

## 2004 oborožen rop dveh slik
V nedeljo, 22. avgusta 2004, so dve Munchovi sliki, Krik in Madonna, ukradli iz Munchovega muzeja oboroženi roparji, ki so muzejske stražarje prisilili, da so ležali na tleh, medtem ko so strgali kabel, s katerim so bile slike pritrjene na steno. Slike je policija v Oslu odkrila 31. avgusta 2006.